# Векилов, Мустафа-бек
Мустафа-бек Надир-ага оглы Векилов (азерб. Mustafa bəy Nadir ağa oğlu Vəkilov; сентябрь 1896, Казах, Елизаветпольская губерния — 30 ноября 1965, Анкара) — азербайджанский политический и государственный деятель, дипломат. Член Парламента Азербайджанской Демократической Республики, министр внутренних дел Азербайджана (1920), публицист, член азербайджанской эмиграции.

## Биография
Мустафа-бек Векилов родился в сентябре 1896 года в селе Салахлы Казахского уезда. После окончания Бакинской гимназии, в 1912 году поступил на юридический факультет Императорского Московского университета. В 1917 году окончил университет и возвратился в Баку, где начал политическую деятельность. Мустафа-бек был назначен помощником Бакинского губернского комиссара. 
13 июня 1917 года временный Закавказский исполком направил Векилова во Всероссийский мусульманский совет. Векилов вошёл в состав Исполнительного комитета Совета (Икомус).
В октябре 1917 года на первом съезде партии «Мусават» был избран членом Центрального Комитета партии. В ноябре М. Векилов становится секретарём министра иностранных дел Закавказского комиссариата Чхенкили, и членом мусульманской фракции Закавказского сейма.
После провозглашения 28 мая 1918 года Азербайджанской Демократической Республики, Мустафа-бек работал в министерстве внутренних дел АДР. 
7 декабря 1918 года в Баку был торжественно открыт парламент АДР. В парламенте Мустафа-бек Векилов начинает деятельность депутата и становится членом бюджетно-финансовой комиссии. 
В 1919 году назначен заместителем министра внутренних дел АДР Насиб-бека Усуббекова. 
18 февраля 1920 года назначен министром внутренних дел.
В период его работы министром внутренних дел происходят вооружённые стычки в Карабахе. 22 марта 1920 года, в день праздника Новруз, произошло военное столкновение в Шуше и её окрестностях. В связи с этим парламент провёл заседание . 

Мустафа бек Векилов выступил на заседании:
«С одной стороны из-за того, что народ в связи с праздником отдыхал у себя дома, с другой стороны люди не ожидали такого предательства и нападений, эта ситуация была внезапной. Несмотря на это, наши военные части в Шуше, офицеры в их главе, с героической скоростью отбили их атаку»
.
28 апреля 1920 года большевики оккупировали Азербайджанскую Демократическую Республику. С этого времени Мустафа бек скрывался в доме односельчан. Позже оттуда перебрался в Тифлис. Однако после приближения большевиков, эмигрировал в Турцию. 
В 1924 году Векилов стал членом ЦК Азербайджанского национального центра, который действовал в Стамбуле.
В 1926 году кавказскими эмигрантскими организациями был учреждён Комитет независимости Кавказа, в котором Векилов стал одним из представителей от Азербайджана.
В 1928 году Векилов представился в движении «Прометей», а через год покинул Азербайджанский национальный центр и уехал в Польшу. Позже Мустафа бек Векилов занимался политической деятельностью в Германии, Франции, Швейцарии. 
В конце Второй Мировой войны он возвратился в Турцию. В Турции Векилов работал в газетах и журналах «Odlu Yurd», «Azəri-Türk», «Йени Кафказия» («Новый Кавказ»), «Yurd bilgisi». После отдаления от политического крыла Мамед Эмина Расулзаде, работал в журнале «Mücahit». 
Позже Мустафа бек работал юридическим секретарём в Банке Провинций в Анкаре. Участвовал в государственных похоронах Мустафы Кемаля Ататюрка в 1938 году.

Мустафа-бек Векилов скончался 1 ноября 1965 года в Анкаре.

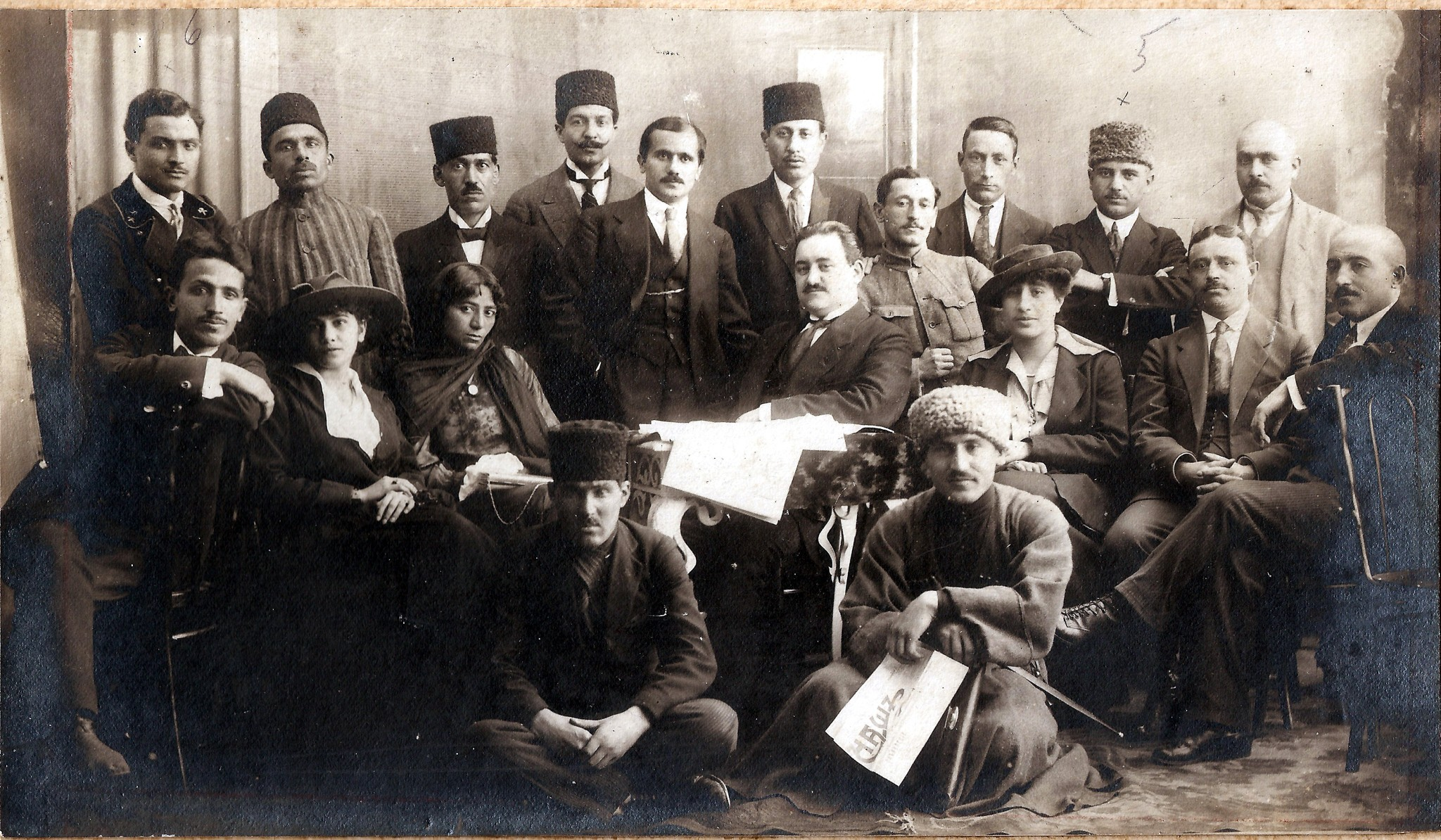
Мустафа-бек (сидит справа) с коллективом редакции газеты «Азербайджан» в Баку, 1919 г.
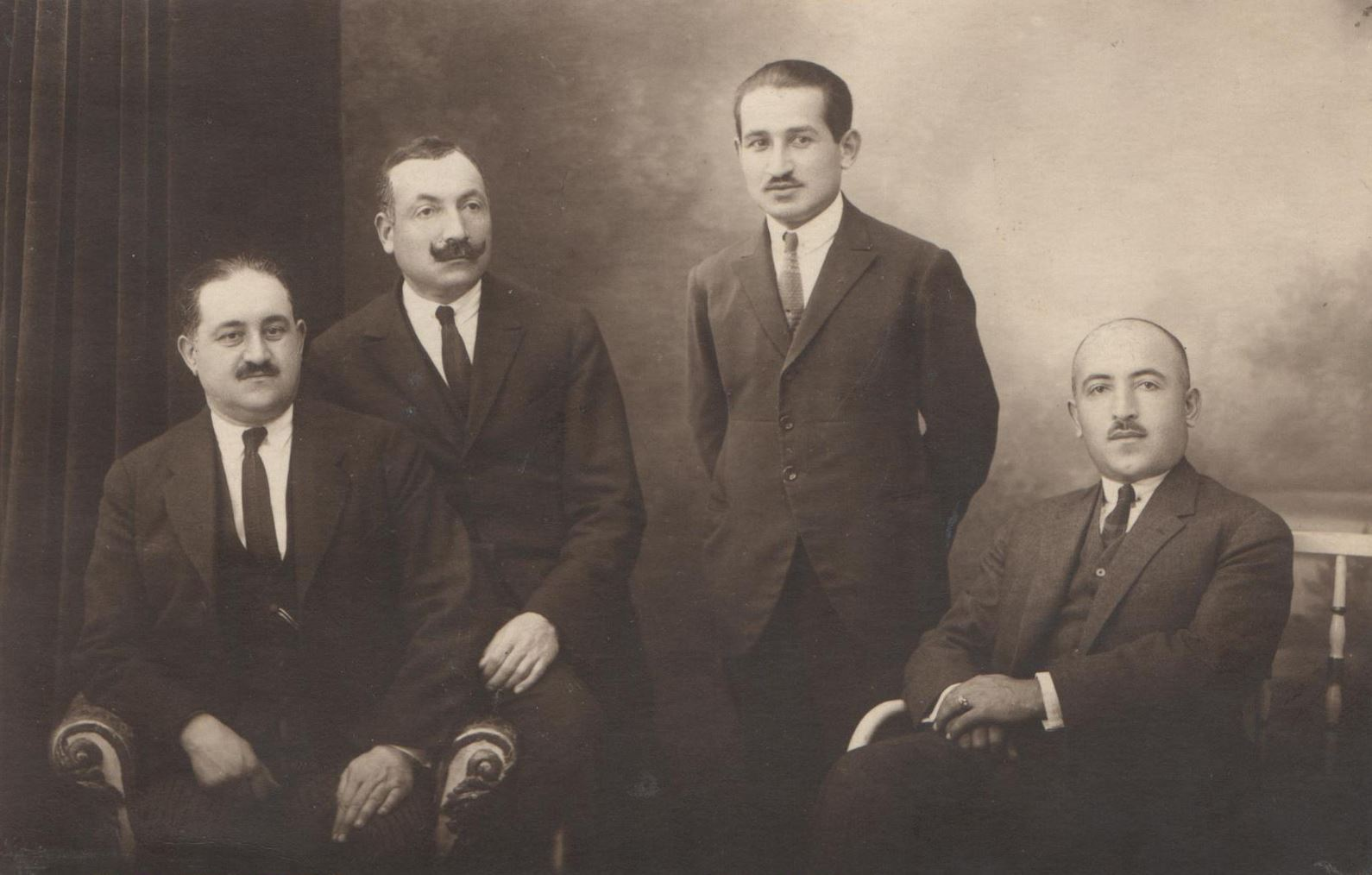
Мустафа-бек (сидит справа) с азербайджанскими политическими эмигрантами в Стамбуле, 1920-е годы
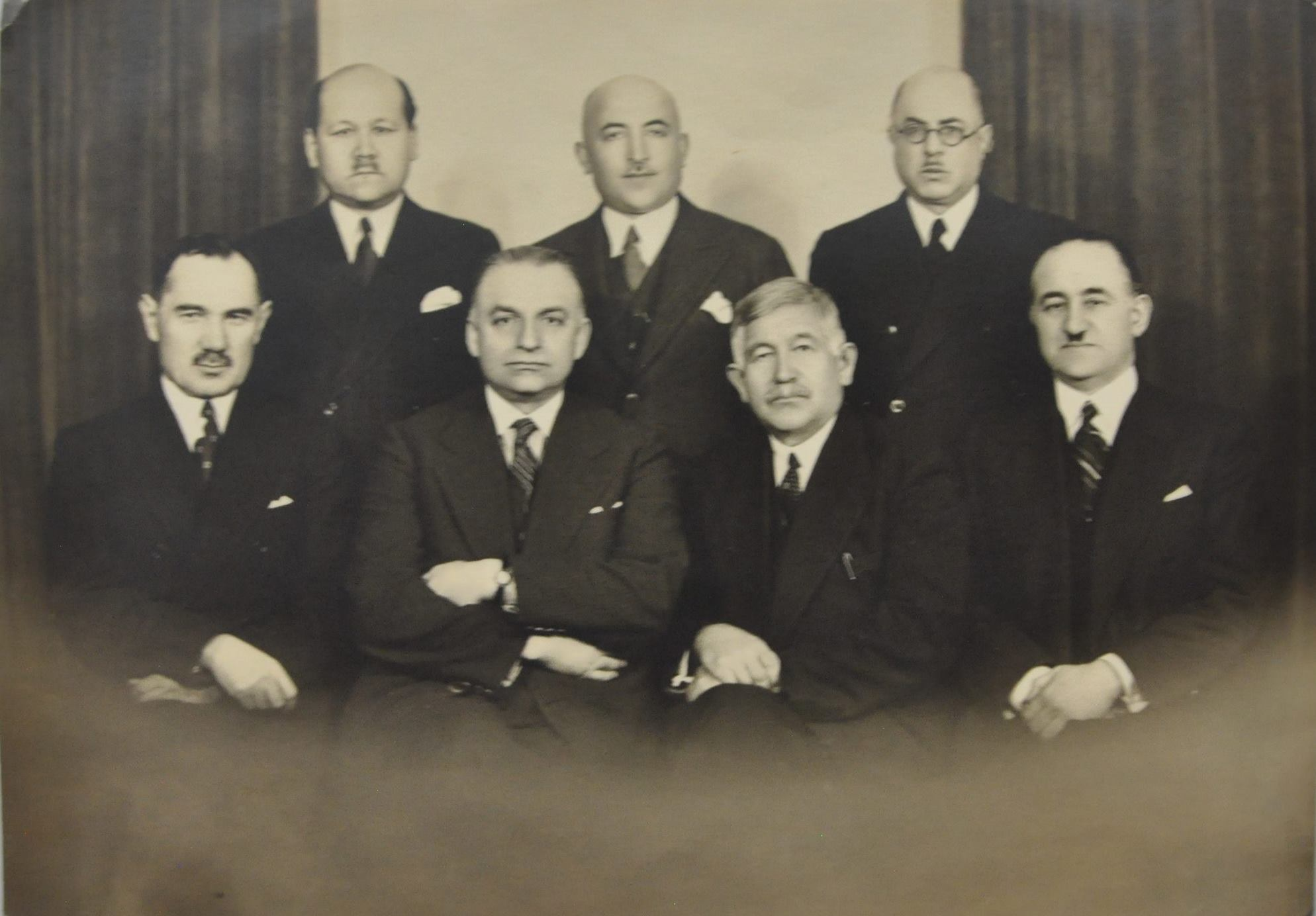
Мустафа-бек (стоит в центре) среди тюрко-татарских и кавказских политэмигрантов в Варшаве, 1930-е годы
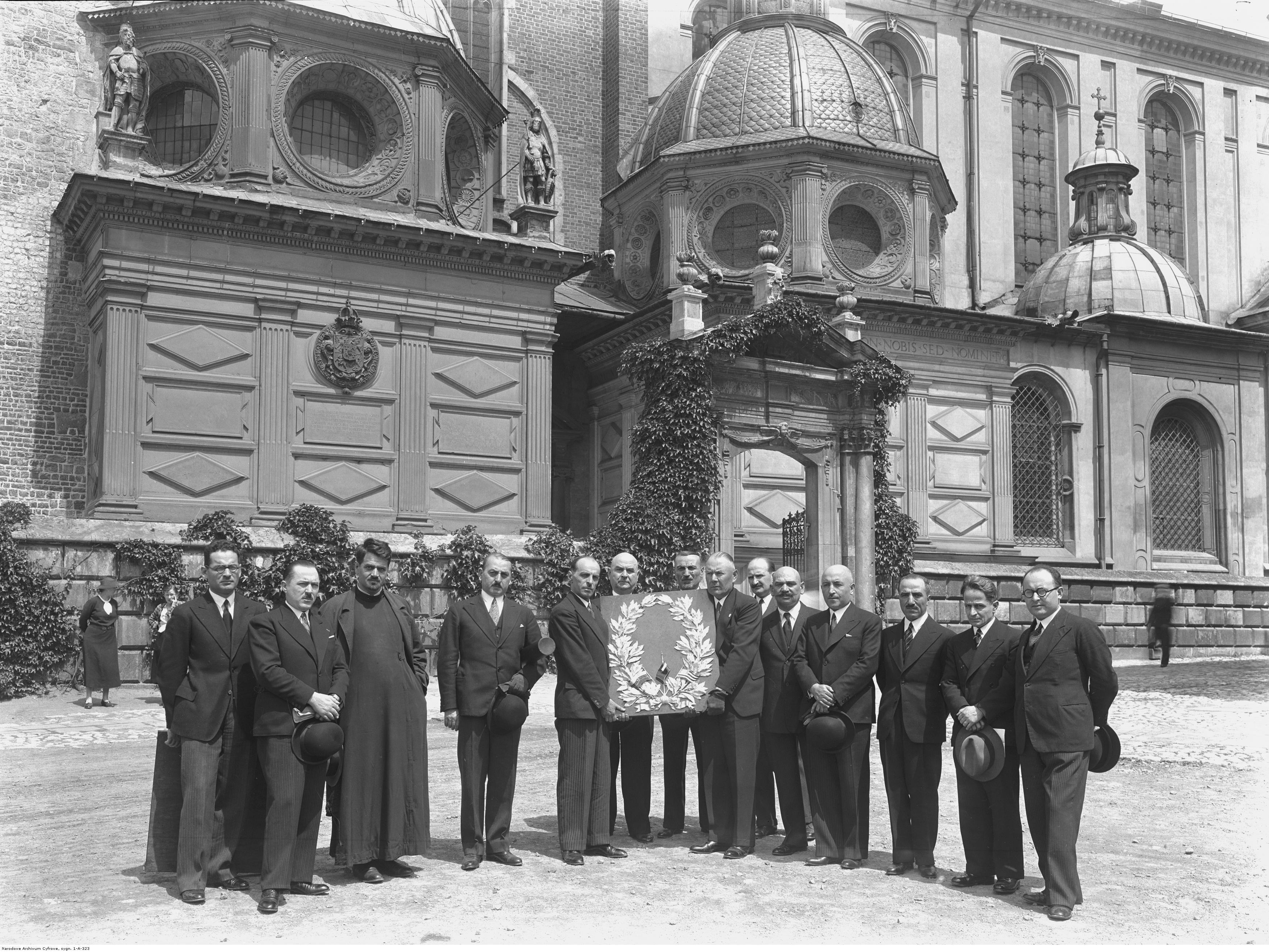
Мустафа-бек (4-й справа) среди кавказских делегатов перед возложением венка на гробницу маршала Юзефа Пилсудского в Кракове, 1936 г.